# سن-لوجه-دو-میلو، کبک
سن-لوجه-دو-میلو (به فرانسوی: Saint-Ludger-de-Milot) شهری در منطقه شهری لاک-سن-ژان-است ناحیه سگونه-لاک-سن-ژان در استان کبک کانادا است. در سرشماری سال ۲۰۱۱ این شهر ۷۶۴ نفر جمعیت داشته‌است و مساحت آن ۱۰۶٫۸۱ کیلومتر مربع است.